# Ignacio Beristáin
Ignacio Beristain est un entraineur mexicain né le 31 juillet 1939 à Actopan.

## Biographie
Il a entraîné au cours de sa carrière de nombreux grands champions comme les frères Juan Manuel et Rafael Marquez ainsi que Ricardo López, Humberto González et Daniel Zaragoza.

## Distinction
- Ignacio Beristain est membre de l'International Boxing Hall of Fame depuis 2011[1].